# 圣奥尔索拉泰尔梅
圣奥尔索拉泰尔梅（義大利語：Sant'Orsola Terme），是意大利特伦托自治省的一个市镇。总面积15平方公里，人口1067人，人口密度71.1人/平方公里（2009年）。ISTAT代码为022168。